# Kranji (Bekasi Barat)
Kranji is een bestuurslaag in het regentschap Kota Bekasi van de provincie West-Java, Indonesië. Kranji telt 46.257 inwoners (volkstelling 2010).